# Dayshell
Dayshell ist eine 2012 gegründete Post-Hardcore-/Alternative-Rock-Band aus Chino Hills, Kalifornien.

## Geschichte
Dayshell war ursprünglich ein musikalisches Nebenprojekt des früheren Of-Mice-&-Men-Sängers Shayley Bourget und des ehemaligen Covette-Schlagzeugers Raul Martinez. Nach dem Ausstieg Bourgets bei Of Mice & Men im Jahr 2012 erfuhr das Projekt erste Aufmerksamkeit. Im Sommer des gleichen Jahres stieß mit Jordan Wooley als Bassist ein weiterer ehemaliger Covette-Musiker zu dem Duo. 2013 stieß mit Tyler Shippy ein Gitarrist dazu.
Durch eine Demoversion des Liedes Share with Me erlangte Dayshell größerer Aufmerksamkeit, sodass die Band etwas später einen Plattenvertrag bei Sumerian Records unterzeichnete. Ende 2013 wurde das nach der Band benannte Debütalbum über die Plattenfirma veröffentlicht.
Shippy und Martinez verließen Dayshell im Jahr 2015. Erst ein Jahr später konnte mit Zack Baker ein Ersatz für den Schlagzeuger-Posten gewonnen werden. Auch wechselte Dayshell zu Spinefarm Records, worüber im Oktober 2016 das zweite Studioalbum Nexus veröffentlicht wurde. 2017 verließ Wooley Dayshell.
Auf Konzertreisen spielte Dayshell bereits mit I See Stars, Miss May I, Slaves, Strawberry Girls und Dance Gavin Dance.

## Stil
Dayshell spielt eine Variante des Post-Hardcore, der in Metalcore aber auch in den Alternative Rock übergehen kann. Als musikalische Beispiele werden unter anderem Künstler wie Helmet oder Deftones genannt. Auch popmusikartige Hooks können im Klang der Band gefunden werden.

## Diskografie
- 2013: Dayshell (Album, Sumerian Records)
- 2016: Nexus (Album, Spinefarm Records)
- 2019: Mr. Pain (Album, Eigenproduktion)